# Peter Shivute

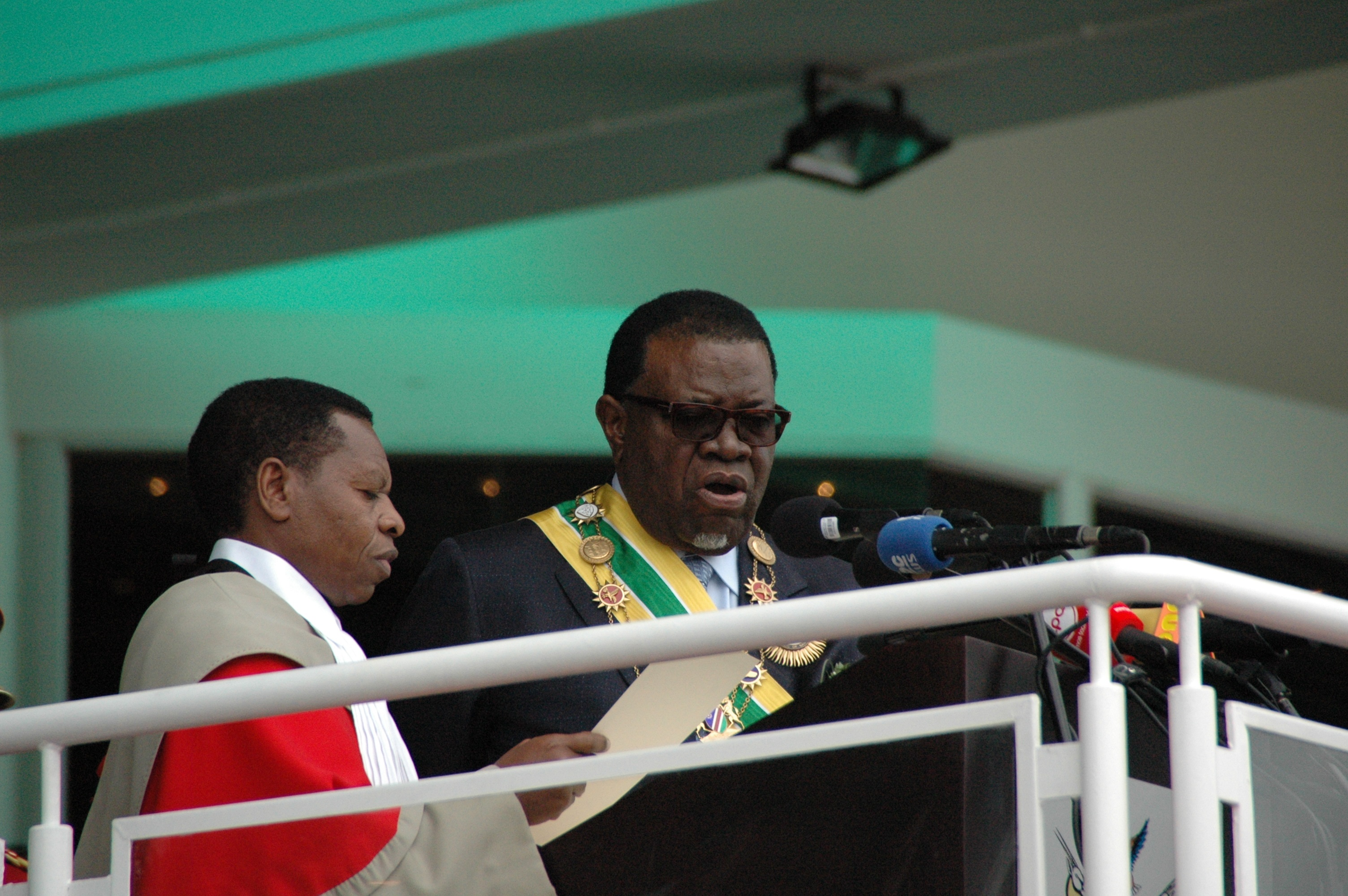
Shivute (links) bei Vereidigung von Staatspräsident Hage Geingob 2015

Peter Sam Shivute (* 25. September 1963 in Südwestafrika) ist ein namibischer Richter und seit dem 1. Dezember 2004 Chief Justice.

## Lebensweg
Shivute ging mit 16 Jahren ins Exil und beendete seine Schulbildung in Sambia. Dort erhielt er 1986 ein Diplom in Rechtswissenschaften. Weniger später verließ er Sambia und studierte am Trinity Hall College der University of Cambridge im Vereinigten Königreich. Dort erhielt Shivute 1991 den Abschluss Bachelor of Laws (Hon.). Fünf Jahre später kehrte er ins Vereinigte Königreich an die University of Warwick zurück, wo Shivue den Abschluss Master of Laws machte. Er hält zudem ein Diplom in Entwicklungswissenschaften und Management.
Er ist mit Richterin Naomi Shivute verheiratet. 2014 nahm sich die gemeinsame Adoptivtochter das Leben.

## Berufliche Laufbahn
Bereits 1987, mit nur 24 Jahren, wurde Shivute Magistrat in Zambia. Ab 1991 bis 2000 hielt er das Amt in seinem Heimatland Namibia, ehe er im Laufe der Jahre zum Richter und anschließend Judge President des Obergerichts aufstieg.
2003 leitete er die 3. Abgrenzungskommission Namibias.